# Карл Маркс. Молодые годы
«Карл Маркс. Молодые годы» (нем. Karl Marx. Die jungen Jahre) — советско-восточногерманский художественный фильм, снятый на киностудии имени Горького режиссёром Львом Кулиджановым в 1979 году.

Фильм снимался как телесериал из 7 серий. Телепремьера в СССР — 2-8 июня 1980 года. В 1982 году режиссёр фильма, а также авторы сценария А. Гребнев, Б. Добродеев и оператор В. Юсов были удостоены Ленинской премии.

## Сюжет
Фильм рассказывает о политической ситуации в Европе XIX века, об идеях социализма, которые начали приобретать популярность на фоне монархического застоя и укрепления влияния капиталистов. Карл Маркс, молодой сын трирского адвоката, попадает в Берлин, где, помимо учёбы в Свободном университете, он, благодаря знакомству с Бруно Бауэром, начинает посещать Докторский клуб, где узнает о тех анархических идеях, которые витают в интеллектуальных кругах немецкого общества.
Маркс не питает интереса к юриспруденции и увлекается философией, что волнует его отца, переживающего за будущее своего слишком «беспечного» сына, который, к тому же, тайно обручился со своей возлюбленной Женни фон Вестфален, не имея никаких средств для будущей семейной жизни. Однако Маркс не может отступиться от желания разобраться в тех идеях, которые он встретил в Берлине, и продолжает изучение философии, получив, наконец, степень доктора. Однако из-за изгнания из университета преподававшего там Бауэра он не может согласиться на место доцента на кафедре философии.
Марксу удаётся найти работу редактора «Рейнской газеты», где он ближе знакомится с политической системой и экономической жизнью Германии и начинает писать острые социальные статьи. Далее следуют уход Маркса из газеты, которой императорским окружением приказано поменять курс, так давно желанная свадьба с Женни, переезд во Францию, где Маркс надеется на более благоприятные условия для дальнейшего изучения действительности. Во Франции начинается дружба и сотрудничество Маркса с Энгельсом, и благодаря их совместной работе им удаётся дойти до идеи диалектического материализма. Маркс и Энгельс, преодолевая идеи утопического социализма, приходят к необходимости изучения политэкономии для разработки науки о социализме, а также к необходимости организованной борьбы пролетариата. Претерпевая постоянную нехватку денег и давление властей как в Париже, так и в Брюсселе, куда Маркс, Женни и их маленькая дочь вынуждены были выехать, молодой революционер продолжает развитие коммунистической идеи, посвящая этой работе всю свою жизнь.

## В ролях
- Венцеслав Кисёв — Карл Маркс
- Рената Блюме — Женни фон Вестфален
- Александр Сафронов — Фридрих Энгельс
- Эдуард Марцевич — Генрих Гейне
- Игорь Ледогоров — Вейтлинг
- Леонид Кулагин — Бакунин
- Леонид Броневой — Лион Филипс
- Елена Цыплакова — Мари Бернс
- Юозас Будрайтис — Арнольд Руге
- Валентина Титова — Агнес Руге
- Георгий Тараторкин — Герман Эвербек
- Марлен Хуциев — Луи Блан
- Вячеслав Езепов — Прудон
- Олег Стриженов — Ламенне
- Владимир Татосов — Бернштейн
- Александр Белявский — полицейский
- Леон Немчик
- Владимир Тихонов
- Леонид Трутнев — эпизод (в титрах — П. Трутнев)
- Ханньо Хассе — Фоглер
- Вильгельм Кох-Хоге — социалист-революционер
- Ганс-Йоахим Хегевальд — король Фридрих Вильгельм IV
- Хейнц-Мартин Бенеке — Бруно Бауэр
- Манфред Цетцше — Генрих Маркс, отец Карла
- Иоахим Зибеншу — Фердинанд фон Вестфален[нем.], брат Женни